# Full Moon o sagashite
Full Moon o sagashite (jap. 満月をさがして Furu mūn o sagashite) – shōjo-manga autorstwa Ariny Tanemury. 
Na jej podstawie wyprodukowano serię anime, w której wykorzystano utwory zespołu Changin’ my life.

## Fabuła
12-letnia Mitsuki Kōyama jest utalentowaną piosenkarką pragnącą zostać pop idolką. Jednakże ma raka krtani, którego można leczyć tylko operacyjnie, a to zniszczyło by jej głos. Pewnego dnia pojawia się u niej para Shinigami. Mitsuki dowiaduje się od nich, że został jej tylko rok życia. Postanawia zatem przyspieszyć spełnianie swoich marzeń oraz obietnicy, którą wymusił na niej chłopiec poznany w dzieciństwie, Eichi.

## Postacie
- Mitsuki Kōyama (jap. 神山 満月 Kōyama Mitsuki) – dwunastolatka, której został tylko rok życia. Na swoim ukochanym Eichim wymusiła obietnicę: gdy następnym razem się spotkają on będzie astronomem, a ona sławną piosenkarką. Stara się spełnić swoją obietnicę, ale uniemożliwia jej to jednak rak krtani.

Seiyū: myco 
- Takuto Kira (jap. タクト·キラ) – shinigami, który zginął dwa lata temu. Ludzie nie mogą go widzieć, więc jest zaskoczony gdy okazuje się, że Mitsuki go widzi. Zawsze mówi szybciej, niż pomyśli i często tego żałuje. Jako człowiek śpiewał w zespole ojca Mitsuki, Route-L.

Seiyū: Yasuo Saitō 
- Meroko Yui (jap. めろこ·ユイ) – partnerka Takuto. Dla ukochanej osoby zrobi wszystko. Wcześniej pracowała z Izumim.

Seiyū: Chieko Honda 
- Izumi Rio (jap. いずみ·リオ) – złośliwy Shinigami. Wcześniej współpracował z Meroko. Często towarzyszy mu duch Jonatan, którego niegdyś szkolił.
- Keiichi Wakaōji (jap. 若王子 圭一 Wakaōji Keiichi) – przyjaciel rodziców Mitsuki. Grał na klawiszach w Route-L. Po śmierci rodziców Mitsuki obiecał sobie, że będzie strzegł ich córki. Później został producentem piosenki „Eternal Snow” w wersji Full Moon. Lekarz.

Seiyū: Teruaki Ogawa 
- Masami Ōshige (jap. 大重 正実 Ōshige Masami) – managerka Mitsuki.
- Eichi Sakurai (jap. 桜井 英知 Sakurai Eichi) – przyjaciel z dzieciństwa Mitsuki.

Seiyū: Ryōhei Kimura 
- Madoka Wakamatsu (jap. 若松 円 Wakamatsu Madoka) – rywalka Full Moon. Zaprzyjaźnia się z Mitsuki. Jej pupilkiem jest świnka Gu.
- Fuzuki Kōyama (jap. 神山 文月 Kōyama Fuzuki) – babka Mitsuki, matka Hazuki. Nienawidzi muzyki, ponieważ jej córka opuściła ją dla muzyka. Gdy Mitsuki pojawiła się u niej postanowiła ją ochraniać przed muzyką.
- Yone Tanaka (jap. 田中 よね Tanaka Yone) – służy w domu rodziny Kōyama. Uwielbia słuchać muzyki.

## Manga
Manga, której autorką jest Arina Tanemura, była publikowana w czasopiśmie „Ribon” wydawnictwa Shūeisha od styczniowego numeru 2002, który został wydany 1 grudnia 2001. Ostatni rozdział tej mangi okazał się w czerwcowym numerze tego czasopisma, wydanego 30 kwietnia 2004 roku. Rozdziały zostały pierwotnie zostały skompilowane w 7 tomikach.
Shūeisha wydała mangę także w wersji czterotomowej w 2012 roku.

## Anime
Seria będącą adaptacją mangi została wyprodukowana przez Studio Deen; reżyserem serii był Toshiyuki Kato, a za kompozycję serii odpowiadał Hiro Masaki.
Seria składa się z 52 odcinków, które emitowane były na kanale TV Tokyo od 6 kwietnia 2002 do 29 marca 2003 roku.

### Ścieżka dźwiękowa
| Nr             | Tytuł                    | Wykonawca        |          |
| Czołówka       | Czołówka                 | Czołówka         | Czołówka |
| -------------- | ------------------------ | ---------------- | -------- |
| 1-26           | „I Love U”               | the Scanty       |          |
| 27-52          | „Rock 'n' Roll Princess” | the Scanty       |          |
| Napisy końcowe |                          |                  |          |
| 1-6, 52        | „New Future”             | Changin’ my life |          |
| 7-26           | „Myself”                 | Changin’ my life |          |
| 27-42          | „Eternal Snow”           | Changin’ my life |          |
| 43-51          | „Love Chronicle”         | Changin’ my life |          |

Płyta ze ścieżką dźwiękową z serialu, zatytułowana Full Moon o sagashite: Full Moon Final Live (jap. 満月をさがして フルムーン・ファイナル・ライヴ) została wydana 19 października 2005 roku.
| Full Moon o sagashite: Full Moon Final Live | Full Moon o sagashite: Full Moon Final Live | Full Moon o sagashite: Full Moon Final Live |
| Nr                                          | Tytuł utworu                                | Długość                                     |
| ------------------------------------------- | ------------------------------------------- | ------------------------------------------- |
| 1.                                          | „Sugisarishi hibi (jap. 過ぎ去りし日々)”    |                                             |
| 2.                                          | „ETERNAL SNOW”                              |                                             |
| 3.                                          | „Sorezore no omoi (jap. それぞれの想い)”    |                                             |
| 4.                                          | „Focus”                                     |                                             |
| 5.                                          | „Ketsui e no jokyoku (jap. 決意への序曲)”   |                                             |
| 6.                                          | „SMILE”                                     |                                             |
| 7.                                          | „Myself”                                    |                                             |
| 8.                                          | „Yakusoku (jap. 約束)”                      |                                             |
| 9.                                          | „Love Chronicle”                            |                                             |
| 10.                                         | „Wakare (jap. 別れ)”                        |                                             |
| 11.                                         | „Mirai e (jap. 未来へ)”                     |                                             |
| 12.                                         | „New Future”                                |                                             |
| 13.                                         | „Myself～Meroko’s Vocal Version～”          |                                             |
| 14.                                         | „ETERNAL SNOW～ROUTE:L Version～”           |                                             |
| 15.                                         | „SMILE～Arina’s Vocal Version”              |                                             |